# Jane Makale
Jane Makale, née le 25 mai 1966 à Eldoret, est une joueuse kényane de basket-ball. 

## Biographie
Elle fait partie de l'équipe du Kenya de basket-ball féminin, avec laquelle elle participe au Championnat du monde 1994.